# Dryas
Dryas es un género de plantas fanerógamas perteneciente a la familia de las rosáceas.
Es nativa de las regiones árticas y  alpinas de Europa, Asia y América del Norte. 
Las especies son superficialmente similares a Geum, Potentilla y Fragaria, pero se diferencian en que las flores tienen ocho pétalos (raramente siete o hasta diez), en lugar de los cinco pétalos en la mayoría de los otros géneros en  Rosaceae. Las flores son de color blanco y con un centro de color amarillo (Dryas integrifolia, Dryas octopetala) o colgantes de color amarillo (Dryas drummondii).
La clasificación de Dryas en Rosaceae ha sido poco clara.  El género fue colocado en la subfamilia Rosoideae, pero se coloca ahora en la subfamilia Dryadoideae junto con los géneros Chamaebatia, Purshia y Cercocarpus, los cuatro géneros comparten en la raíz nódulos donde fijan el nitrógeno las bacterias del género Frankia.
Dryas es la insignia del clan MacNeil de Escocia.

## Taxonomía
El género fue descrito por Carlos Linneo y publicado en Species Plantarum 1: 501. 1753. La especie tipo es: Dryas octopetala L. 
Etimología
Dryas: nombre genérico que recibe su nombre de las Dríades, ninfas de la mitología griega.

## Especies seleccionadas
- Dryas drummondii
- Dryas grandiformis
- Dryas grandis
- Dryas henricae
- Dryas integrifolia
- Dryas octopetala
- Dryas suendermannii
- Dryas sumneviczii
- Dryas wyssiana[6]